# Dawnie Walton
Dawnie Walton est une écrivaine et journaliste américaine. Son roman Le dernier revival d'Opal et Nev gagne le prix littéraire d'Aspen en 2022.

## Biographie
Dawnie Walton est née en 1977 à Jacksonville, en Floride. Après l'école préparatoire de Stanton College, elle étudie à la Florida A&M University à Tallahassee.
En 1994, elle commence sa carrière de journaliste en tant que stagiaire au Florida Times-Union. Elle écrit pour Teen Rap, The Oregonian de Portland et le Washington Post. Elle part ensuite à New York où elle travaille comme rédactrice de sites internet et magazines comme Essence, Entertainment Weekly, Getty Images et LIFE. Elle écrit notamment un article basé sur une étude concernant l'image des femmes noires dans les médias.
En 2013, elle obtient un master en beaux-arts à l'Iowa Writers' Workshop, un programme d'écriture créative renommé aux États-Unis.
C'est après avoir vu le film 20 Feet from Stardom qui met en scène Lynn Mabry et Ednah Holt, les choristes de Talking Heads, que lui vient l'idée d'écrire une fiction. Elle quitte son poste de rédactrice en chef adjointe à Essence en 2015 et participe à des résidences d'écriture à la MacDowell Colony et au Tin House Summer Workshop.
En 2021, elle publie son premier roman Le dernier revival d'Opal et Nev. L'histoire d'un duo de rock interracial dans le New York des années 70, en pleine lutte pour les droits civiques. Le duo de protagonistes est incarné par Opal Jewel, une chanteuse de soul noire à l'esprit libre, et Neville Charles, un auteur-compositeur en devenir britannique et blanc . Dans ce roman, structuré comme un documentaire où la caméra serait omniprésente, l'écrivaine aborde plusieurs sujets engagés comme la misogynie et le racisme. A sa sortie aux États-Unis, le livre est désigné comme l'un des meilleurs de l'année par le Washington Post, NPR et Esquire.

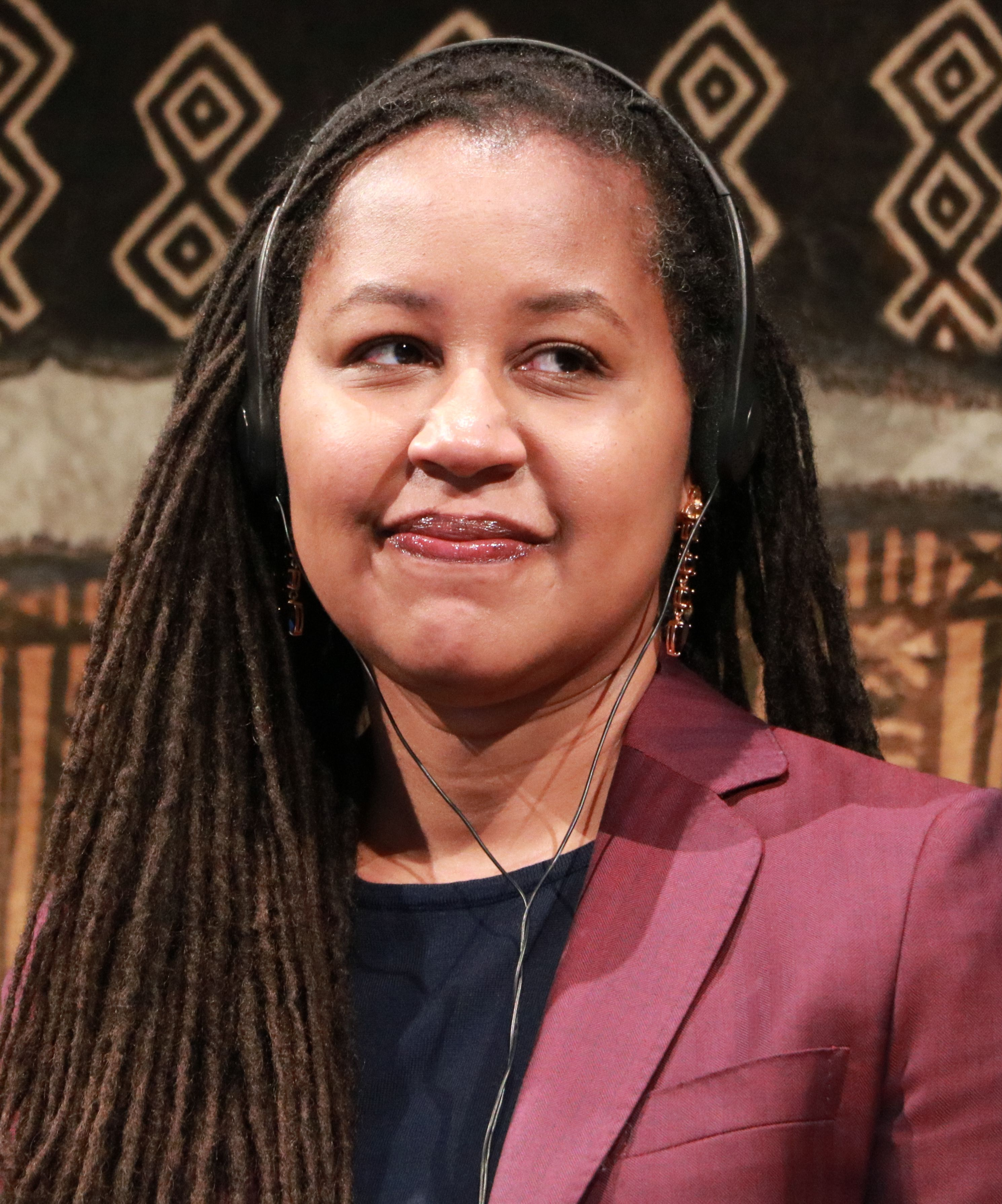
Dawnie Walton au festival Atlantide, Nantes 2024

En 2022, elle co-fonde Ursa avec Mark Armstrong et Deesha Philyaw, une startup qui vise à promouvoir des auteurs de fiction sous-représentés.
En 2024, elle participe au festival de littératures Atlantide à Nantes, sous la direction d'Alain Mabanckou.

## Prix et distinctions
- Premier prix du premier roman de l'université Virginia Commonwealth Cabell, 2022
- Prix littéraire Mark Twain American Voice, 2022
- Prix littéraire Aspen Words, 2022

## Publications
- Le Dernier revival d'Opal & Nev, traduit par David Fauquemberg, éditions Zulma, 2023